# Yowie
Un yowie és un homínid mitològic que es diu que viu al desert australià. Aquesta criatura té les seves arrels en la història oral aborigen. En algunes zones de Queensland se'l coneix com a quinkin i en d'altres com a joogabinna, mentre que en zones de Nova Gal·les del Sud se'l coneix per noms diversos com jurrawarra, myngawin, puttikan, gubba, doolaga, gulaga i thoolagal. També existeixen d'altres noms per designar aquest ésser mitològic com yahoo, yaroma, noocoonah, wawee, pangkarlangu, jimbra  i  tjangara.
Tal com passa amb el peus grans nord-americà, molta gent nega l'existència del yowie donat que el consideren una barreja entre identificacions errònies, el folklore i un frau. És comú l'aparició de criatures semblants al yowie en les llegendes aborígens australians, especialment en aquelles pròpies dels estats australians orientals.
El yowie és considerat un críptid en la criptozoologia i que s'assembla al ieti de l'Himalaia i el peus grans nord-americà. El yowie se'l descriu normalment com una mena de simi pelut bípede que mesura entre els 2,1 m i els 3,6 m d'alçada. Es diu que els peus del yowie són molt més grans que els de l'ésser humà, però les suposades restes de yowie són inconsistent entre si pel que fa a la forma i al nombre de dits. A més a més, la descripció dels peus de yowie i les seves petjades que es disposen són encara més variades que les del Peus grans. Es diu que el nas del yowie és ample i pla.
Alguns testimonis asseguren que el seu comportament és més aviat tímid o vergonyós. Altres defensen que el yowie és de vegades violent o agressiu.